# George Lunt
George Lunt, né le 31 décembre 1803 à Newburyport et mort le 17 mai 1885 à Boston dans le Massachusetts, est un homme politique et un écrivain américain.

## Œuvres
- Poems, 1839
- The Age of Gold, 1843
- The Dove and the Eagle, 1851
- Lyric Poems, 1854
- Julia, 1855
- Eastford, or Household Sketches, 1855
- Three Eras of New England
- Radicalism in Religion, Philosophy, and Social Life, 1858
- The Union, a Poem, 1860
- Origin of the Late War, 1866
- Old New England Traits, 1873
- Poems, 1884.